# لوسي داودوفيتش
لوسي شيلدكريت داودوفيتش (بالإنجليزية: Lucy Dawidowicz)‏ (16 يونيو 1915 - 5 ديسمبر 1990) مؤرخة وكاتبة أمريكية. كتبت كتبًا عن التاريخ اليهودي الحديث، وخاصة كتبًا عن الهولوكوست. 

## الحياة
وُلدت داودوفيتش في مدينة نيويورك باسم لوسي شيلدكريت.  كان والداها ماكس وفكتوريا (نايل أوفنايم) شيلدكريت، يهودًا علمانيين ذوي اهتمام قليل بالدين. لم يحضر داودوفيتش خدمة في كنيس يهودي حتى عام 1938. 
اهتمامات داودوفيتش الأولى كانت الشعر والأدب. التحقت بكلية هانتر من عام 1932 إلى عام 1936 وحصلت على درجة البكالوريوس في اللغة الإنجليزية. تابعت دراستها للحصول على درجة الماجستير في جامعة كولومبيا، لكنها تخلت عن دراستها بسبب المخاوف من الأحداث في أوروبا. بتشجيع من معلمها، المؤرخ يعقوب شاتسكي، قررت داودوفيتش التركيز على التاريخ، وخاصة التاريخ اليهودي. اتخذت داودوفيتش قرارًا بتعلم اليديشية، وبناءً على طلب شاتسكي، انتقلت إلى ويلنو، بولندا ( فيلنيوس الحالية، ليتوانيا) في عام 1938 للعمل في معهد اليديشية العلمي (المعروف باسم اختصارها اليديشية باسم YIVO ). بمساعدة شاتسكي أصبحت زميل أبحاث هناك. 

### بعد الحرب العالمية الثانية
في عام 1946، عادت داودوفيتش إلى أوروبا، حيث عملت في لجنة التوزيع الأمريكية اليهودية المشتركة كعاملة إغاثة بين الناجين اليهود في مخيمات المشردين (DP). ساعدت الناجين على إعادة إنشاء المدارس والمكتبات.  خلال فترة أشهر في فرانكفورت، درست الكتب التي نهبها النازيون من المؤسسات اليهودية وحددت الكتب التي ستتم إعادتها إلى مقر YIVO في نيويورك،  واستردت بهذه الطريقة مجموعات كبيرة من الكتب.
في عام 1947، عادت إلى الولايات المتحدة، وفي 3 يناير 1948، تزوجت من يهودي بولندي، سيمون داودوفيتش. عند عودتها إلى الولايات المتحدة، عملت كباحثة في كتاب الروائي جون هيرسي The Wall، وهو مسرحية انتفاضة غيتو وارسو عام 1943. من عام 1948 حتى عام 1960، عمل داودوفيتش كباحث تاريخي في اللجنة اليهودية الأمريكية. خلال الفترة نفسها، كتبت داودوفيتش بشكل متكرر للتعليق، وصحيفة نيويورك تايمز ومجلة نيويورك تايمز للكتاب. 
كانت داودوفيتش، وهي من المعجبين المتحمسين لنيويورك ميتس، تعيش بقية حياتها في نيويورك. في عام 1985، أسست صندوق لترجمة الأدب اليهودي من اليديشية والعبرية إلى الإنجليزية. قام داودوفيتش، وهو معارض قوي للشيوعية، بحملة من أجل حق اليهود السوفيت في الهجرة إلى إسرائيل. توفيت في مدينة نيويورك عام 1990، عن عمر يناهز 75 عامًا، لأسباب غير معلنة. 

## كتب داودوفيتش
تشمل كتبها "الحرب ضد اليهود" 1933-1945، وتاريخها الأكثر مبيعًا عام 1975 للهولوكوست، والهولوكوست والمؤرخين، دراسة عن تأريخ الهولوكوست.
في كتاب «على قدم المساواة»: اليهود في أمريكا، 1881-1981 ، كتبت داودوفيتش سردًا لليهود في الولايات المتحدة يعكس تقديرها لجنسيتها الأمريكية، مما أنقذها من كونها ضحية في المحرقة. 

## جوائز
- 1990 جائزة الكتاب اليهودي القومي من ذلك المكان والزمان: مذكرات، 1938-1947 [6]